# トリンダーデ (サントメ・プリンシペ)
トリンダーデ（ポルトガル語: Trindade）は、サントメ・プリンシペのサントメ島の町。サントメ州メ＝ゾシ県に属し、同県の県都である。人口は6,685人（2012年国勢調査）。
島北東部の内陸に位置し、首都サントメから南西に7キロメートルの距離にある。北東にディオゴ・シモン、東にレモス、南にクルゼイロ、西にピエダーデと接する。
ポルトガル植民地時代の1953年2月、トリンダーデと近隣のバテーパの住民が植民地政府によって虐殺された（バテーパ虐殺）。

## 出身人物
- アルマダ・ネグレイロス（英語版） - 画家、アーティスト
- アウダイール・サントス - サッカー選手
- ヌーノ・シャヴィエル（英語版） - 航空宇宙技術者、政治家、独立宣言署名者の1人